# Lei do Retorno

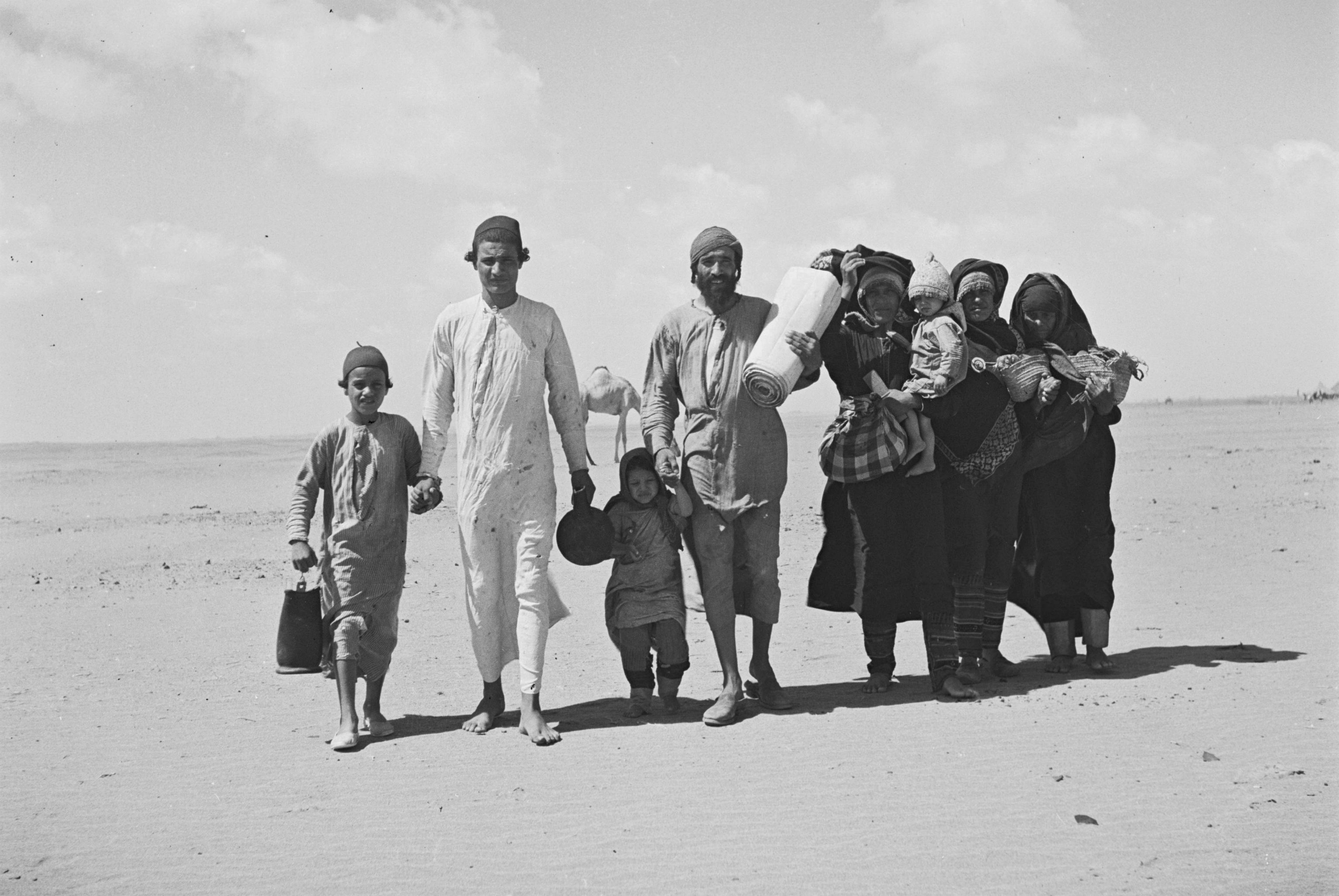
Uma família judaica, andando no deserto.

A Lei do retorno é uma das mais importantes leis do  Estado de Israel já que concede o direito de residência e cidadania a qualquer judeu, originário de qualquer país do mundo, que deseje emigrar para o  território israelense - sendo que esse  direito é extensivo aos seus descendentes não judeus até a terceira geração (filhos e netos, bem como os respectivos cônjuges e filhos menores). A lei foi adotada  pelo Knesset em 1950 (dois anos depois da proclamação do Estado de Israel) e declara que o país constitui um lar não apenas para os habitantes do território israelense, mas também para os judeus de todo o mundo, quer vivam em pobreza e medo das perseguições, quer vivam uma vida com afluência e segurança.
A Declaração da Independência definiu explicitamente que o Estado de Israel permaneceria aberto à imigração judaica e para o regresso dos dispersos. Sob esse princípio, a Lei do Retorno estabelece o direito de qualquer judeu de se assentar em Israel. A lei se aplica apenas aos judeus não israelenses, tornando a sua naturalização legalmente aceita a priori. A naturalização de não judeus é regulada por outras leis.